# Università degli Studi "Suor Orsola Benincasa"
L'Università degli Studi "Suor Orsola Benincasa" è un'università privata italiana con sede a Napoli, fondata nel 1885. L’ateneo è orientato all'insegnamento delle scienze umane.
L’istituto ha la propria sede principale nel complesso monumentale della Cittadella Monastica fondata nel 1582 da Orsola Benincasa, la mistica di cui conserva il nome.

## Storia

### La Benincasa e la fondazione

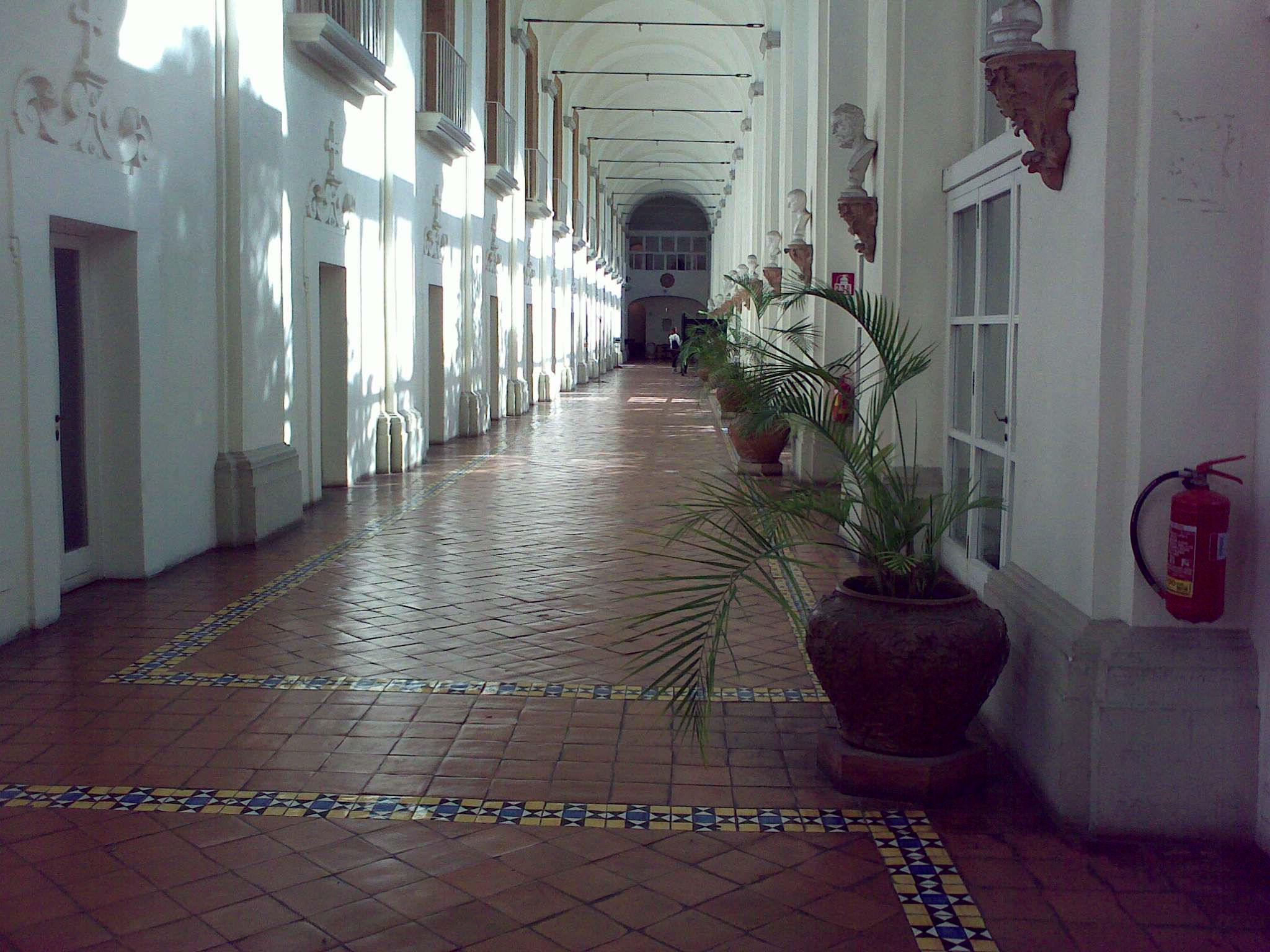
Il claustro

Sede dell'Università degli Studi Suor Orsola Benincasa è la cittadella monastica posta alle pendici del colle di Sant'Elmo e che ricopre una superficie di 33000 m² su cui sorgono otto corpi di fabbrica di cui due chiese, chiostri e giardini pensili, vestigia di due monasteri fondati tra il XVI e il XVII secolo dalla mistica napoletana Orsola Benincasa all'epoca della Controriforma.
Orsola Benincasa fu la fondatrice della Congregazione delle oblate della SS. Concezione di Maria, suore di vita attiva dedite all'educazione della gioventù. In seguito a una visione, che sarebbe avvenuta il 2 febbraio 1617, fondò la Congregazione delle romite dell'Immacolata Concezione di Maria Vergine, monache di rigorosa clausura, dedite alla preghiera contemplativa per sostenere, con la forza della preghiera, il lavoro apostolico delle oblate. Questo progetto, manifestato dalla mistica nel suo testamento, fece sì che dopo la sua morte, avvenuta nel 1618 si iniziasse la costruzione di un grandioso eremo da destinare alle romite. Questa nuova ala è caratterizzata da un progetto architettonico coerente e di ampio respiro, rispettoso delle regole imposte dal Concilio di Trento. Il nucleo centrale, composto di tre corpi di fabbrica disposti ad U attorno ad un ridente chiostro, è nascosto agli sguardi esterni da un poderoso muro di cinta in tufo che si innalza per circa venti metri. Questo iniziale insediamento è ben riconoscibile da un punto di vista architettonico perché non nasce da un progetto preordinato ma ha la natura caotica delle sovrapposizioni successive. Elemento di punta di questa zona della cittadella è la chiesa dell'Immacolata, fondata da Orsola nel 1580 e ristrutturata nel settecento da Rocco Doyno.

### L'unità d'Italia e il XIX secolo
Dopo l'unità d'Italia, con l'eversione dell'asse ecclesiastico l'istituto non ne subì le conseguenze giuridiche perché considerato "Opera pia a carattere laicale". Anche per rafforzare questo riconoscimento - messo in forse da una causa giudiziaria con la Cassa Ecclesiastica - vi venne fondata una scuola gratuita. Essa fu inaugurata il 10 luglio 1864, grazie soprattutto all'impegno di Emilio Beneventani, che resse il Governo laico di Suor Orsola (subentrato al governo delle oblate) per oltre vent'anni, sino alla sua morte nel 1887. Aperta con 32 fanciulle, la scuola negli anni '70 ospitava circa 500 allieve ed era formata da una classe materna, le cinque classi elementari e un corso magistrale di tre classi. Vi era poi una sala per i lavori domestici, affidati a una maestra speciale e consistenti in lavori di sartoria, di ricamo e di crestaia, a cui poi si aggiunse la produzione di fiori artificiali. Dal 1871 si insegnò lingua francese e computisteria, declamazione e canto corale e nel 1878 fu istituito un corso di telegrafia. Tale progetto educativo si completò, nel 1885, con l'istituzione dell'Istituto Universitario di Magistero (cioè l'attuale corso di laurea in Scienze della formazione primaria). Nel 1891 Adelaide Pignatelli Del Balzo principessa di Strongoli vi giunse in qualità di ispettrice onoraria.

### Dal XX secolo ad oggi
La Del Balzo divenne nel 1901 amministratore unico dell'istituzione accademica e nello stesso anno la facoltà di Magistero venne pareggiata insieme alle scuole di Firenze e Roma. L'impegno pedagogico della principessa fu condiviso, fino alla sua morte, da Maria Antonietta Pagliara, la quale lasciò in eredità all'Istituto la sua collezione privata di arredi, quadri e suppellettili antiche di grande valore, poi ordinata in un museo che ha oggi sede nell'antico romitorio.
Con Decreto di Riforma pubblicato sulla Gazzetta Ufficiale n. 264 dell'11/11/1995, la Facoltà di Magistero è stata riformata attraverso la costituzione dell'Istituto Universitario Suor Orsola Benincasa e l'attivazione della Facoltà di scienze della formazione, e con il Decreto Direttoriale 14 settembre 1996 l'istituzione assunse i titoli di "istituto universitario". All'offerta formativa si aggiunsero, successivamente, la facoltà di lettere e, dall'a.a. 1998/1999, la facoltà di giurisprudenza. Nel 2004, con Decreto Rettorale pubblicato sulla Gazzetta Ufficiale nº157 del 7/7/2004, l'Istituto Universitario si è trasformato in Università degli Studi Suor Orsola Benincasa.

### Cronologia delle denominazioni
- 1864-1885: Scuola "Suor Orsola Benincasa"
- 1885-1995: Istituto universitario di magistero pareggiato femminile "Suor Orsola Benincasa", poi Istituto universitario di magistero "Suor Orsola Benincasa"
- 1995-2004: Istituto universitario "Suor Orsola Benincasa"
- dal 2004: Università degli studi "Suor Orsola Benincasa"

## Struttura
L'università è organizzata in tre Dipartimenti:
- Scienze giuridiche
- Scienze umanistiche
- Scienze formative, psicologiche e della comunicazione

Ciascun dipartimento è suddiviso, a sua volta, in corsi di laurea triennali, magistrali o magistrali a ciclo unico. Di seguito, la lista dei corsi di laurea disponibili presso quest'Ateneo.
I corsi di laurea triennali sono:
- Economia aziendale e Green Economy
- Lingue e culture moderne
- Scienze dei beni culturali: turismo, arte, archeologia
- Scienze della comunicazione
- Scienze dell'educazione
- Scienze e tecniche di psicologia cognitiva
- Scienze del servizio sociale

Le lauree magistrali (biennali) sono:
- Archeologia e storia dell'arte
- Comunicazione pubblica e d'impresa
- Consulenza pedagogica
- Digital Humanities. Beni culturali e materie letterarie
- Economia, management e sostenibilità
- Lingue moderne per la comunicazione e la cooperazione internazionale
- Programmazione, amministrazione e gestione delle politiche sociali e dei servizi
- Psicologia: risorse umane, ergonomia cognitiva, neuroscienze
- Scienze dello spettacolo e dei media

Le lauree magistrali a ciclo unico (quinquennali) sono:
- Scienze della Formazione Primaria
- Giurisprudenza
- Conservazione e restauro dei beni culturali

## Rettori
- Antonio Villani (1976-1993)
- Francesco Maria De Sanctis (1993-2011)
- Lucio d'Alessandro[6] (dal 2011)